# クリスチャン・ヴァフネス
クリスチャン・ヴァフネス （アイスランド語: Kristján Vattnes、1916年9月2日 - 1992年12月31日）は、アイスランドの陸上競技選手。1936年ベルリンオリンピックの男子やり投に出場。22位で予選敗退した。